# Liste des navires inscrits aux Tall ships' races
Les Tall Ships' Races sont des courses internationales de voiliers écoles et vieux gréements.

## Navires en service
Voici une liste presque exhaustive des voiliers ayant participé,, :
| Catégorie A | Catégorie B | Catégorie C | Catégorie D |
| Tout gréement ("traditionnel" et bermudien) de plus de 40 m Ou navire de 9 à 40 m avec au moins un phare carré complet | Gréement "traditionnel" de moins de 40 m sans phare carré complet | Gréement bermudien compris entre 9 et 40 m sans spin | Gréement bermudien compris entre 9 et 40 m avec spin |
| Quatre-mâts barque - Kaiwo Maru II (1989), quatre-mâts barque Japon - Nippon Maru II (1984), quatre-mâts barque Japon - Krusenstern (1926), quatre-mâts barque Russie - Sedov (1921), quatre-mâts barque Russie - Union (2015), quatre-mâts barque Pérou Quatre-mâts goélette - Esmeralda (1946), quatre-mâts goélette Chili - Juan Sebastian de Elcano (1927), goélette à quatre mâts Espagne Goélette à quatre mâts - Creoula (1937), goélette à quatre mâts Portugal - Santa Maria Manuela (1937), goélette à quatre mâts Portugal Trois-mâts carré - Amerigo Vespucci (1931), trois-mâts carré Italie - Christian Radich (1937), trois-mâts carré Norvège - Cisne Branco (1999), trois-mâts carré (clipper) Brésil - Dar Pomorza (1909), trois-mâts carré Pologne - Dar Młodzieży (1981), trois-mâts carré Pologne - El Galeon (2010), trois-mâts carré (caraque) Espagne - Druzhba (1987), trois-mâts carré Ukraine - Étoile du Roy (1997), trois-mâts carré France - Georg Stage II (1934), trois-mâts carré Danemark - Götheborg III (2005), trois-mâts carré (frégate indiaman) Suède - Khersones (1989), trois-mâts carré Russie - Libertad (1956), trois-mâts carré Argentine - Mir (1987), trois-mâts carré Russie - Nadezhda (1992), trois-mâts carré Russie - Oliver Hazard Perry (2015), trois-mâts carré États-Unis - Pallada (1988), trois-mâts carré Russie - Shtandart (1999), trois-mâts carré (frégate) Russie - Sørlandet (1927), trois-mâts carré Norvège - Stad Amsterdam (2000), trois-mâts carré (clipper) Pays-Bas - Trincomalee (1817), trois-mâts carré (frégate) Royaume-Uni - Shabab Oman II (2014), trois-mâts carré Oman Trois-mâts barque - Alexander Von Humboldt II (2011), trois-mâts barque Allemagne - Artemis (1926), trois-mâts barque Pays-Bas - Belem (1896), trois-mâts barque France - Bima Suci (2017), trois-mâts barque Indonésie - Cuauthémoc (1982), trois-mâts barque Mexique - Eagle (1936), trois-mâts barque États-Unis - Earl of Pembroke (1948), trois-mâts barque Royaume-Uni - Europa (1911), trois-mâts barque Pays-Bas - Gloria (1968), trois-mâts barque Colombie - Gorch Fock I (ex Tovarushch, 1933-1995), trois-mâts barque Allemagne - Gorch Fock II (1958), trois-mâts barque Allemagne - Guayas (1977), trois-mâts barque Équateur - Gunilla (1940), trois-mâts barque Suède - James Craig (1874), trois-mâts barque Australie - Kaskelot (1948), trois-mâts barque Royaume-Uni - Lê Quý Đôn (2015), trois-mâts barque Vietnam - Lord Nelson (1985), trois-mâts barque Royaume-Uni - Mircea (1938), trois-mâts barque Roumanie - Picton Castle (1928), trois-mâts barque Canada - Sagres III (1937), trois-mâts barque Portugal - Simon Bolivar (1979), trois-mâts barque Venezuela - Statsraad Lehmkuhl (1914), trois-mâts barque Norvège - Sudarshini (2011), trois-mâts barque Inde - Tarangini (1997), trois-mâts barque Inde - Tenacious (2000), trois-mâts barque Royaume-Uni Trois-mâts goélette - Atlantis (1905), trois-mâts goélette Pays-Bas - Cervantes Saavedra (1934), trois-mâts goélette Espagne - Dewaruci (1953), trois-mâts goélette Indonésie - Iskra II (1982), trois-mâts goélette Pologne - Kaliakra (1984), trois-mâts goélette Bulgarie - Leeuwin II (1986), trois-mâts goélette Australie - Loa (1922), trois-mâts goélette Danemark - Marité (1923), trois-mâts goélette France - Mary-Anne (1997), trois-mâts goélette Allemagne - Mercator (1932), trois-mâts goélette Belgique - Palinuro (1934), trois-mâts goélette Italie - Pelican of London (1948), trois-mâts goélette (xebec polacre) Royaume-Uni - Pogoria (1980), trois-mâts goélette Pologne - Royal Helena (2009), trois-mâts goélette Bulgarie - Shabab Oman (1971), trois-mâts goélette Oman - Spirit of New Zealand (1986), trois-mâts goélette Nouvelle-Zélande - Thalassa (1980), trois-mâts goélette Pays-Bas Goélette à trois mâts à hunier - Gulden Leeuw (1937), goélette à trois mâts à hunier Pays-Bas - Jadran (1931), goélette à trois mâts à hunier Monténégro - Oosterschelde (1918), goélette à trois mâts à hunier Pays-Bas - Mare Frisium (1916), goélette à trois mâts à hunier Pays-Bas - Thor Heyerdahl (1930), goélette à trois mâts à hunier Allemagne Goélette à trois mâts - Capitan Miranda (1930), goélette à trois mâts Uruguay - Eendracht (1989), goélette à trois mâts Pays-Bas - Empire Sandy (1943), goélette à trois mâts Canada - Großherzogin Elisabeth (1909), goélette à trois mâts Allemagne - Loth Lorien (1907), goélette à trois mâts Pays-Bas - Santa Eulàlia (1918), goélette à trois mâts Espagne Brick - Aphrodite (1994), brick Pays-Bas - Astrid (1918-2013), brick Pays-Bas - Eye of the Wind (1911), brick (brigantin) Royaume-Uni - Fryderyk Chopin (1992), brick Pologne - Lady Nelson (1988), brick Australie - La Grace (2010), brick République tchèque - Legend (1915), brick Norvège - Mercedes (2005), brick Pays-Bas - Morgenster (2008), brick Pays-Bas - Niagara (1988), brick États-Unis - PNS Rah Naward (ex Prince William, 2001), brick Pakistan - Rah Naward (2001), brick Pakistan - Roald Amundsen (1952), brick Allemagne - Royalist (1971-2014), brick Royaume-Uni - Royalist (2014), brick Royaume-Uni - Stavros S Niarchos (2000), brick Royaume-Uni - Tre Kronor af Stockholm (2005), brick Suède Brick-goélette - Kapitan Glowacki (1944), brick-goélette Pologne - Pathfinder (1963), brick-goélette Canada - Playfair (1973), brick-goélette Canada - Swan Fan Makkum (1993), brick-goélette Italie - Tunas Samudera (1989), brick-goélette Malaisie - Windward Bound (1996), brick-goélette Australie - Young Endeavour (1987), brick-goélette Australie Goélette à hunier - Wylde Swan (1920), goélette à hunier Pays-Bas Goélette (franche à flèche) - Bluenose II (1963), goélette Canada - Effie M. Morrissey (1894), goélette États-Unis | Goélette à quatre mâts - Koreana (1983), goélette à quatre mâts Corée du Sud Goélette à trois mâts à hunier - Denis Sullivan (2000), goélette à trois mâts à hunier (non équipé) États-Unis *A - Malcolm Miller (1967), goélette bermudienne à trois mâts à hunier Chypre *A - Vega Gamleby (1909), goélette à trois mâts à hunier Suède - Zawisza Czarny (1952), goélette à trois mâts à hunier Pologne *A Goélette à trois mâts (à cornes) - Blue Clipper (1991), goélette à trois mâts Malte - Ingo (1922), goélette à trois mâts Suède - Kapitan Borchardt (1918), goélette à trois mâts Pologne *A - La Licorne (1907), goélette à trois mâts France - Skonnerten Jylland (1951), goélette à trois mâts Danemark - Trinovante (1994), goélette à trois mâts Royaume-Uni Goélette à hunier - Ami (1990), goélette à hunier Japon - Asgard II (1981-2008), goélette à hunier Royaume-Uni - Atyla (1984), goélette à hunier Espagne - Belle Poule (1932), goélette à hunier France - Brabander (lt) (1977), goélette à hunier Lituanie - L'Etoile (1932), goélette à hunier France - L'Etoile de France (1938), goélette à hunier France - Falken (1946), goélette à hunier Suède - Gladan (1947), goélette à hunier Suède - Johanna Lucretia (1945), goélette à hunier Royaume-Uni - Joanna Saturna (1903), goélette à hunier Finlande - JR tolkien (1964), goélette à hunier Pays-Bas *A - La Recouvrance (1992), goélette à hunier France *A - Nadezhda (1912), goélette à hunier Russie - Pacific Swift (1986), goélette à hunier Canada - Pandora (1994), goélette à hunier Italie - Pride of Baltimore II (1988), goélette à hunier États-Unis *A - R Tucker Thompson (1985), goélette à hunier Nouvelle-Zélande Goélette (franche à cornes) - Adventuress (1913), goélette États-Unis *A - A.J. Meerwald (1928), goélette États-Unis - Albanus (1988), goélette Finlande - Appledore V (1992), goélette États-Unis - Atene (1909), goélette Suède - Bodrum (2001), goélette Turquie - Bowdoin (1921), goélette États-Unis - Constantia (1908), goélette Suède - De Gallant (1916), goélette Pays-Bas - Eldorado (2007), goélette Pays-Bas - Far Barcelona (1874), goélette Espagne - Froya (1942), goélette Norvège - General Zaruski (pl) (1940), goélette Pologne - Ihana (fi) (2010), goélette Finlande - Johann Smidt (1974), goélette Allemagne - Katie Belle (2015), goélette Canada - Krasotka (2013), goélette Russie - Larinda (1996), goélette (jonque) Canada - Lettie G. Howard (1893), goélette États-Unis - Pacific Grace (2001), goélette Canada - Mist of Avalon (1967), goélette Canada - Roseway (1925), goélette États-Unis *A - Rupel (1996), goélette Belgique - Spirit of Fairbridge (1985), goélette Royaume-Uni - Spirit of South Carolina (2007), goélette États-Unis *A - South Passage (1993), goélette Australie Goélette (franche bermudienne) - Adornate (1961), goélette Roumanie *A - Helena (1992), goélette Finlande - Spirit of Bermuda (2006), goélette Bermudes Ketch aurique à hunier - Anna-Kristina, ex-Dyrafjeld (1889), Ketch à hunier Norvège Ketch (à cornes) - Aglaia (1998), ketch Autriche - Arawak (1954), ketch France - Astrid (1947), ketch Finlande - Atlantica (1981), ketch Suède - Betty (1913), ketch Danemark - Brian Boru (1962), ketch Irlande - Brisa H (1952), ketch Pologne - Ciutat Badalona (1929), ketch Espagne - Colin Archer (1893), ketch Norvège - Christiania (1895), ketch Norvège - Excelsior (1921), ketch Royaume-Uni - Milpat (1962),ketch France - Far Barceloneta (1915), ketch Espagne - Gratia (1900), ketch Suède - Gratitude (1909), ketch Suède - Hawila (1935), ketch Finlande - Iris (1916), ketch Pays-Bas - Jens Krogh (1899), ketch Danemark - Leader (1892), ketch Royaume-Uni - Liv (1893), ketch Norvège - Loyal (1877), ketch Norvège - Maybe (1929), ketch Royaume-Uni - Morning Star of Revelation (1978), ketch Royaume-Uni - Olander (1931), ketch Pologne - Provident of Brixham (1924), ketch Royaume-Uni - Queen Galadriel (1937), ketch Royaume-Uni - Rhona H (1942), ketch Australie - Roter Sand (1999), ketch Canada - Seute Deern II (1936), ketch Allemagne - Skibladner II (da) (1897), ketch Danemark - Stena Mari (1987), ketch Norvège - Swan (1900), ketch (lougre) Royaume-Uni - Tecla (1915), ketch Pays-Bas - Tectona (1928), ketch Royaume-Uni - Utopia (1926), ketch Danemark - Valborg (1948), ketch Finlande - Wyvern (1897), ketch Norvège - Wyvern av Aalesund (1995), ketch Norvège Yawl (à cornes) - Duet (1912), yawl Royaume-Uni - Moosk (1906), yawl Royaume-Uni - Mutin (1927), yawl (Dundee) France Brick-goélette - Black Jack (1904), brick-goélette Canada *A - Fair Jeanne (1982), brick-goélette Canada *A - St Lawrence II (1953), brick-goélette Canada *A Caravelle - Verra Cruz (2000), Caravelle Portugal Cotre à hunier - Providence (1976), Cotre à hunier États-Unis Cotre (à cornes) - Baltic star (1947), cotre Pologne - Caroline af Sandnes (1885), cotre Norvège - Golden Vanity (1908), cotre Royaume-Uni - Ingrid (1932), cotre Finlande - Jolie Brise (1913), cotre Royaume-Uni - Klitta (1987), cotre Danemark - Leila (1892), cotre Royaume-Uni - Lukull (1948), cotre Russie - Pegasus (2008), cotre Royaume-Uni - Pioneer (1864), cotre Royaume-Uni | Goélette (franche bermudienne) - Adventure Wales (1979), goélette Royaume-Uni - Esprit (1995), goélette Allemagne - Gedania (1975), goélette Pologne - Juan de Langara (1983), goélette Espagne - Regina-Germania (1984), goélette Allemagne - Spirit of Oysterhaven (1972), goélette Irlande Ketch (bermudien) - Alba Venturer (1998), ketch Royaume-Uni - Aztec Lady (1977), ketch Royaume-Uni - Breeze (1995), ketch Russie - Donald Searle (1979), ketch Royaume-Uni - Ebb Tide (1985), ketch Pays-Bas - Faramir (1982), ketch Royaume-Uni - Galaxie (1979), ketch Espagne - James Cook (1986), ketch Royaume-Uni - John Laing (1987), ketch Royaume-Uni - Joseph Conrad (1958), ketch Pologne - Legia (1968), ketch Pologne - Martha (1999), ketch Estonie - Mari Ann (1978), ketch Pologne - Ocean Scout (1993), ketch Royaume-Uni - Ocean spirit of Moray (1995), ketch Royaume-Uni - Offshore Scout (1997), ketch Royaume-Uni - Orsa Maggiore (1994), ketch Italie - Panorama (1986), ketch Pologne - Pen Duick VI (1973), ketch France - Polonez (1971), ketch Pologne - Prolific (2002), ketch Royaume-Uni - Silesia PI (2016), ketch Pologne - Svartloga (1984), ketch Danemark - Tara (1958), ketch Danemark - Tartessos (1985), ketch Espagne - Tineke (1983), ketch Lituanie - Vahine (1972,) ketch Finlande - Wodnik II (1978), ketch Pologne - Zarco (1983), ketch Portugal - Zenobe Gramme (1961), ketch Belgique - Zjawa IV (1949), ketch Pologne Ketch (aurique) - Hoëdic (1953-2015), ketch aurique France *B - JLD'A (1947), ketch aurique France *B - Tante Fine (1961), ketch aurique 🇫🇷 France Vainqueur Trophée Cutty Sark 2002. Yawl (bermudien) - Gryfita (1975), yawl Pologne - Mestwin (1970), yawl Pologne - Navigator (1947), yawl Finlande - Roztocze (1969), yawl Pologne Cotre (bermudien) - Adventure (1972), cotre Russie - City of London (2016), cotre Royaume-Uni - Challenger 1 (2000), cotre Royaume-Uni - Challenger 2 (2000), cotre Royaume-Uni - Challenger 3 (2000), cotre Royaume-Uni - Challenger 4 (2000), cotre Royaume-Uni - Challenge Wales (2000), cotre Royaume-Uni - Discovery (2001), cotre Royaume-Uni - Geronimo (1988), cotre États-Unis - Lukull (1948), cotre Russie - Marie-Fernand (1894), cotre France - Sir Stelios (2017), cotre Royaume-Uni - Tesia (1999), cotre Pologne - Thermopylae Clipper (1996), cotre Royaume-Uni - Tuiga (1909), Monaco Sloop (bermudien) - Admiral Dickman (2007), sloop Pologne - Alba Endeavour (2000), sloop Royaume-Uni - Alba Explorer (2000), sloop Royaume-Uni - Antares (2001), sloop Russie - Antwerp Flyer (1991), sloop Belgique - Arial (1999), sloop Russie - Argus (1985), sloop Russie - Bylina (1975), sloop Russie - Black Diamond of Durham (1972), sloop Royaume-Uni - Komandor Bering (1983), sloop Russie - Dar Szczecina (1969), sloop Pologne - Ecolution (2010), sloop Pays-Bas - Femme Fatale (2002), sloop Hongrie - Filou (2005), sloop Pologne - Flamingo (1936), sloop Royaume-Uni - Gaudeamus (1986), sloop Pologne - Gmina Police (1972), sloop Pologne - Hosanna (1989), sloop France - Leonid Teliga (1978), sloop Pologne - Magnolia (1966), sloop Pologne - Milan (1995), sloop Allemagne - Neva (1936), sloop Russie - Polus (1985), sloop Russie - Pulsar (1989), sloop Russie - Sharki (1972), sloop Pologne - Spaniel (1979), sloop Lettonie - St Iv (1990), sloop Estonie - Super Good (1975), sloop Russie - Vigilant (1999), sloop Royaume-Uni | Goélette (franche bermudienne) - Merrilyn (2008), goélette Royaume-Uni - Vegewind (1992), goélette Allemagne Ketch (bermudien) - Bies (1972), ketch Pologne - Bellatrix (2006), ketch France - Camelot (1982), ketch Pologne - Elena (1991), ketch Russie - Helen Mary R (1986), ketch Royaume-Uni - Meripurakk (1979), ketch Finlande - Merisissi III (1982), ketch Finlande - Oriole (1921), ketch Canada - Patriac'h (1975), ketch France - Rona II (1991), ketch Royaume-Uni - Rzeszowiak (2000), ketch Pologne - Sunflower (1976), ketch Russie - Urania (2004), ketch Pays-Bas Yawl (bermudien) - Aldebaran (2012), yawl France - Farurej (1980), yawl Pologne - Henrika (1990), yawl Finlande - Komandor II (1982), yawl Pologne - Politechnika (1978), yawl Pologne - Sea Lion of London, yawl Royaume-Uni - Stella Polare (1965), yawl Italie - Vityaz (1971), yawl Russie Cotre (bermudien) - Dasher (1977), cotre Royaume-Uni Sloop (bermudien) - Akela (1985), sloop Russie - Amur (1971), sloop Russie - Anna Maria (2009), sloop Russie - Anya (1998), sloop Finlande - Aquamarine (2006), sloop Russie - Argo (1966), sloop Russie - Ariel (1981), sloop Russie - Cybèle (2012), sloop France - Forward (1983), sloop Russie - Gigi (1996), sloop Royaume-Uni - Goleniow (2011), sloop Pologne - Jotunheim (1976), sloop Finlande - Karedzhi (1969), sloop Russie - Killil (2013), sloop Russie - Kolumb (1984), sloop Russie - Kubana (1984), sloop Russie - Lady B (1974), sloop Pologne - Lietuva (1976), sloop Lituanie - Maja (1979), sloop Allemagne - Merisusi (1971), sloop Finlande - Miles to Go (1988), sloop Belgique - Moon Dance of Carrick (2006), sloop Royaume-Uni - Nauticus (1979), sloop Pologne - Osprey (2002), sloop Royaume-Uni - Peter von Danzig (1992), sloop Allemagne - Rus (1973), sloop Russie - Strelec, sloop Russie - Thaïs (1988), sloop France - Theia (2008), sloop Finlande - Tokka Lotta (1989), sloop Finlande - Tomidi (1985), sloop Belgique - Tornado (1972), sloop Pologne - Tuulelind (2016), sloop Estonie - Urtica (2011), sloop Pologne - Variag (1973), sloop Russie - Vega (1984), sloop Russie - Windswept of Breizh (1979), sloop France - Wizard (1989), sloop Russie - Zryw (1978), sloop Pologne |
| * ne concourt pas dans sa catégorie sensu stricto : *A (cat A) ; *B (cat B), *C (cat C), *D (cat D). | | | |

## Navires hors service
| Nom                            | Type                | Dernière nationalité | Année de construction | Année de hors service | Raison       | Détails |
| ------------------------------ | ------------------- | -------------------- | --------------------- | --------------------- | ------------ | --- |
| Alexander von Humboldt         | Trois-mâts barque   | Allemagne            | 1906                  | 2013                  | Musée à quai | Vendu en 2001 pour les Caraïbes, il revient en 2013 à quai en Allemagne.                                                                                      |
| Asgard II                      | Goélette à hunier   | Royaume-Uni          | 1981                  | 2008                  | Naufrage     | Naufrage en 2008 au large de Belle-Île-en-Mer, sans doute à la suite de la collision avec un objet flottant immergé.                                          |
| Astrid                         | Brigantin           | Royaume-Uni          | 1924                  | 2013                  | Naufrage     | Naufrage le 24 juillet 2013 proche des côtes irlandaises. |
| Bounty                         | Trois-mâts carré    | États-Unis           | 1960                  | 2012                  | Naufrage     | Naufrage au large de la Caroline du Nord à la suite d'un ouragan.                                                                                             |
| Concordia                      | Trois-mâts goélette | Canada               | 1992                  | 2010                  | Naufrage     | Naufrage |
| Dunay                          | Trois-mâts carré    | USSR                 | 1928                  | 1963                  | Brulé        | Brulé |
| Hoëdic                         | Ketch               | France               | 1953                  | 2015                  | Naufrage     | Naufrage le 17 janvier 2015 à San Marcos (Îles des Canaries) par une voie d'eau alors qu'il est à l'ancre.                                                    |
| Gorch Fock I (ex Tovarushch)   | Trois-mâts barque   | Russie               | 1933                  | 1995                  | Musée à quai | Musée Flottant 1995 à Stralsund en Allemagne. |
| Rickmer Rickmers (ex Sagres I) | Trois-mâts barque   | Portugal             | 1896                  | 1983                  | Musée à quai | Vendu à l'Allemagne comme navire-musée à Hambourg. |
| TS Royalist I                  | Brick               | Royaume-Uni          | 1971                  | 2014                  | Demolition   | A été remplacé en 2014 par le Royalist II, envoyé à la démolition.                                                                                            |
| Sarmiento                      | Trois-mâts carré    | Argentina            | 1897                  | 1961                  | Musée à quai | Bateau-musée à Buenos Aires. |
| Uruguay                        | Trois-mâts barque   | Argentina            | 1874                  | 1962                  | Musée à quai | Bateau-musée à Buenos Aires. |
| Wyvern                         | Ketch               | Norvège              | 1897 ; 2014           |                       | Naufrage     | Naufrage lors des Tall Ships' Races le 11 juillet 2013, entre les îles suédoises de Gotland et Öland. Renfloué en aout 2013, il est remis en service en 2014. |